# Amidorus cribrarius
Amidorus cribrarius är en skalbaggsart som beskrevs av Gaspard Auguste Brullé 1832. I den svenska databasen Dyntaxa används istället namnet Aphodius obscurus. Enligt Catalogue of Life ingår Amidorus cribrarius i släktet Amidorus och familjen Aphodiidae, men enligt Dyntaxa är tillhörigheten istället släktet Aphodius och familjen bladhorningar. Arten har ej påträffats i Sverige. Inga underarter finns listade i Catalogue of Life.